# Il paese delle nevi
Il paese delle nevi (雪国) è un romanzo di Yasunari Kawabata, apparso inizialmente a puntate tra il 1935 e il 1937, e successivamente rivisto per l'edizione definitiva in volume del 1947. Valse al suo autore il Premio Nobel per la letteratura.

## Trama
Il romanzo racconta la storia d'amore tra un esteta di Tokyo, Shimamura, e una geisha, Komako, in una stazione termale tra le nevi di Yuzawa.
Shimamura è un ricco e raffinato esteta, si dirige in treno verso il "paese delle nevi" sulla costa occidentale del Giappone dove la neve è alta 15 piedi, sorgono terme e ci sono delicati luoghi di villeggiatura. Lì lavora Komako, geisha delle terme di neanche 20 anni, lei fa parte di una categoria diversa da quelle delle città: le cortigiane del "paese delle nevi" non potranno mai diventare famose musiciste o danzatrici, il loro destino è quello di maturare tra gli incanti e la corruzione del "paradiso", dedite ai signori che salgono alle terme per trovare riposo perfetto. 
Shimamura e Komako si incontrato e si innamorano, egli scopre che lei è molto portata per le arti della geisha (canto, suona il shamisen 三味線) per la sua età, ma è fidanzata con un ragazzo morente di nome Yukio, infatti per pagargli le cure lei diventò una geisha (ha studiato anche a Tokyo). 
Quando Shimamura deve tornare a Tokyo lei lo accompagna alla stazione, ma in quel momento Yukio sta per morire. Komako si rifiuta di vederlo sul letto di morte, quindi va alla stazione. Shimamura ormai sul treno poteva solo sentire l'amarezza del viaggio e l'addio della donna. 
Quando Shimamura ritorna è sposato, mentre Komako è la stessa donna di prima. Come prima passano delle notti di passione, e scoprono di più l'uno dell'altro, nell'attesa della partenza di Shimamura. Un giorno scoppia improvvisamente un incendio nel quale probabilmente muore Yoko, l'amica di Komako che Shimamura ha visto per la prima volta in treno. In quel momento Shimamura paralizzato sente l'angoscia e il peso dell'avvenimento.

## Edizioni
- Yasunari Kawabata, Il paese delle nevi, traduzione di Luca Lamberti (dall'inglese di Edward George Seidensticker, controllata sull'originale da Sawa Nakamura), Einaudi ("I coralli" n. 104), 1959.
- Yasunari Kawabata, Il paese delle nevi, traduzione di Luca Lamberti, introduzione di Aldo Tagliaferri, Mondadori ("Oscar" n. 316), 1971.
- Yasunari Kawabata, Il paese delle nevi, traduzione di Luca Lamberti, Einaudi ("Nuovi coralli" n. 225), 1959, ISBN 88-06-11510-3.
- Yasunari Kawabata, Il paese delle nevi, traduzione di Luca Lamberti, Einaudi ("ET" n. 935), 2002, ISBN 978-88-06-18923-5.
- Yasunari Kawabata, Romanzi e racconti, traduzione di Giorgio Amitrano, Mondadori ("I Meridiani"), 1993, ISBN 978-88-04-50320-0.